# حسن‌آباد کلج
حسن‌آباد کلج، روستایی از توابع بخش بشاریات شهرستان آبیک در استان قزوین ایران است.

## جمعیت
این روستا در دهستان بشاریات غربی قرار دارد و براساس سرشماری مرکز آمار ایران در سال ۱۳۸۵، جمعیت آن ۲٬۰۹۰ نفر (۵۳۶خانوار) بوده‌است.روستای حسن‌آباد کلج از پرجمعیت ترین روستاهای استان قزوین است که اهالی آن به زبان ترکی آذربایجانی سخن میگویند.